# Trifolium sect. Trifolium
Trifolium sect. Trifolium ist eine Sektion in der Gattung Klee (Trifolium). Mit 74 Arten in Südafrika und Eurasien ist sie die zweitgrößte Sektion der Gattung. Sie teilt sich in 17 relativ kleine aber natürliche Gruppen, die als Untersektionen beschrieben wurden. Hauptkennzeichen der Sektion sind: Sitzende Blüten ohne Tragblätter, häufig behaarte Kronröhre und einsamige Früchte ohne Nähte.

## Beschreibung
Arten der Sektion Trifolium sind einjährige oder ausdauernde krautige Pflanzen. Die Blütenstände sind endständig, oder achselständig. Sie sind sitzend oder kurz gestielt.
Die Blüten haben keine Tragblätter oder sehr selten einige, wenige Tragblattrudimente. Der Kelch ist bei fast allen Arten 10- bis 20-nervig. Er ist behaart oder selten kahl. Die Kelchzähne sind ungleich oder gleichgestaltet. Die Kelchröhre ist üblicherweise geschlossen, wenn doch offen mit einem behaarten Ring um die Öffnung. Die Krone ist meistens zumindest teilweise verwachsen. Die Hülsenfrucht verbleibt vollständig in der Kelchröhre. Sie ist einsamig oder bei sehr wenigen Arten zweisamig.

## Verbreitung
Die Arten der Sektion Trifolium sind in Südafrika und Eurasien verbreitet, fehlen aber in Nordamerika und Afrika.

## Systematik
Die Arten der Sektion Trifolium und ihre Zuordnung nach Zohary und Heller sind:

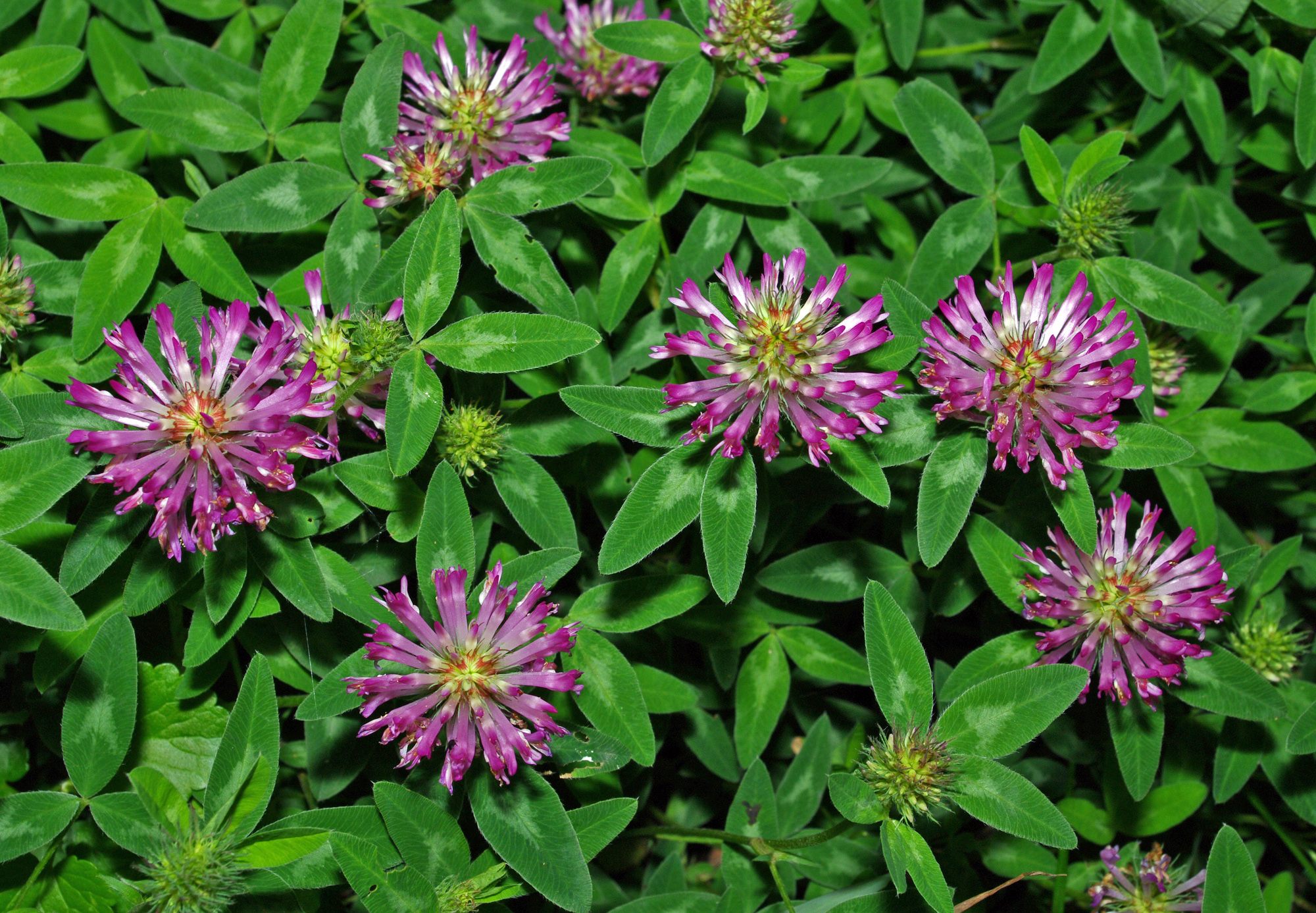
Untersektion Intermedia: Mittlerer Klee (Trifolium medium)

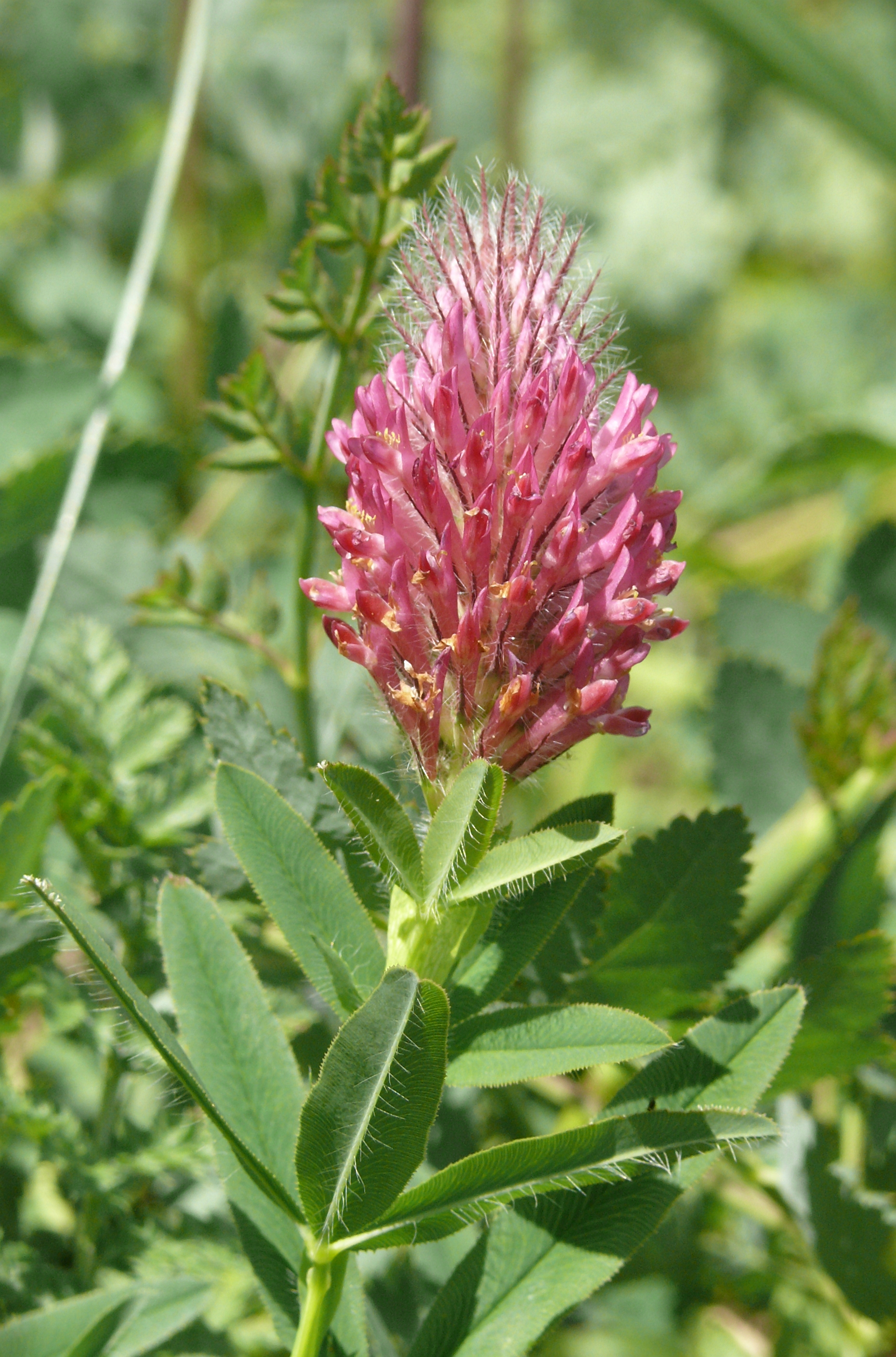
Untersektion Alpestria: Purpur-Klee (Trifolium rubens)

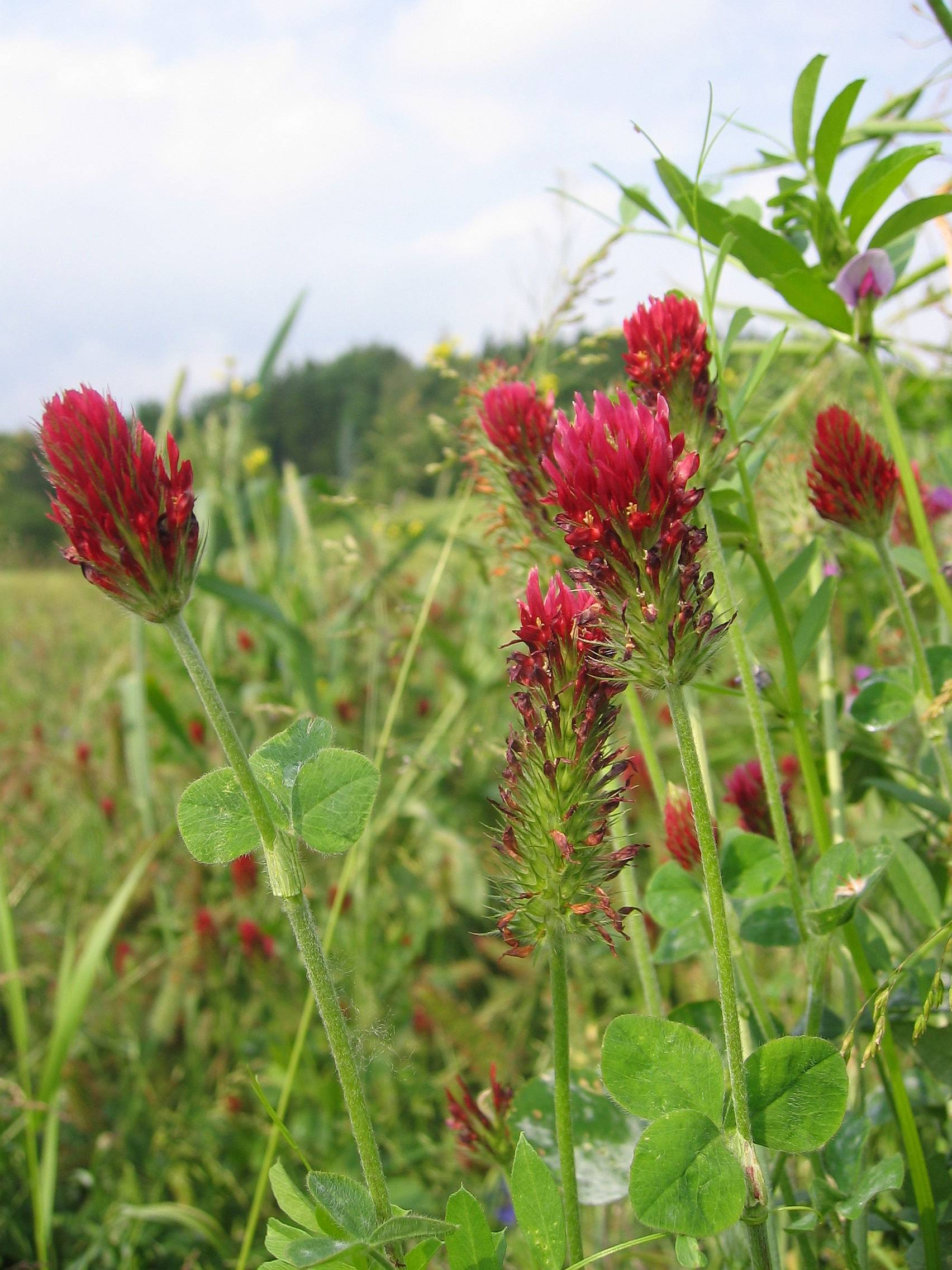
Untersektion Stellata: Inkarnat-Klee (Trifolium incarnatum) – Habitus

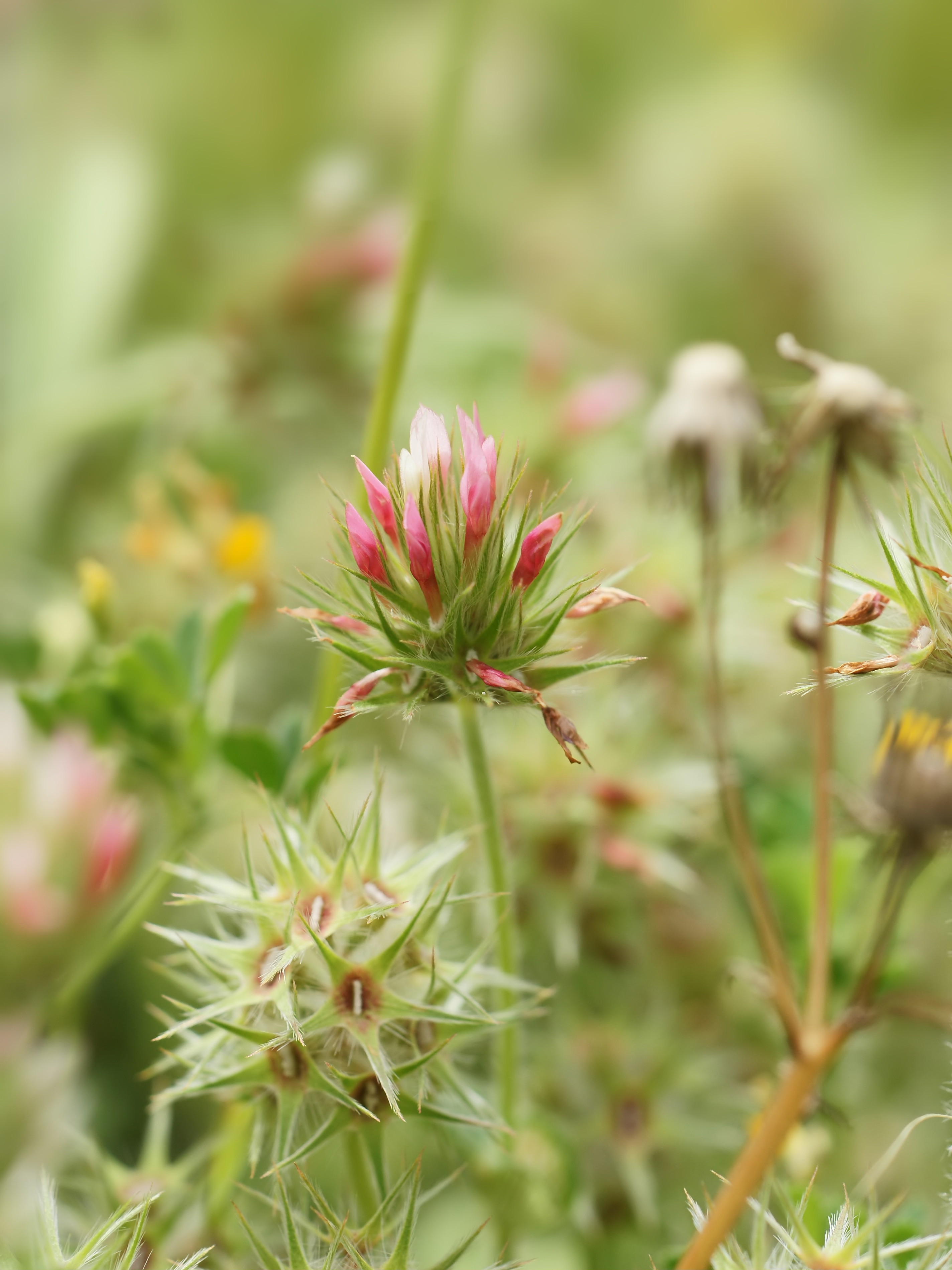
Untersektion Stellata: Blütenstände des Stern-Klees (Trifolium stellatum)

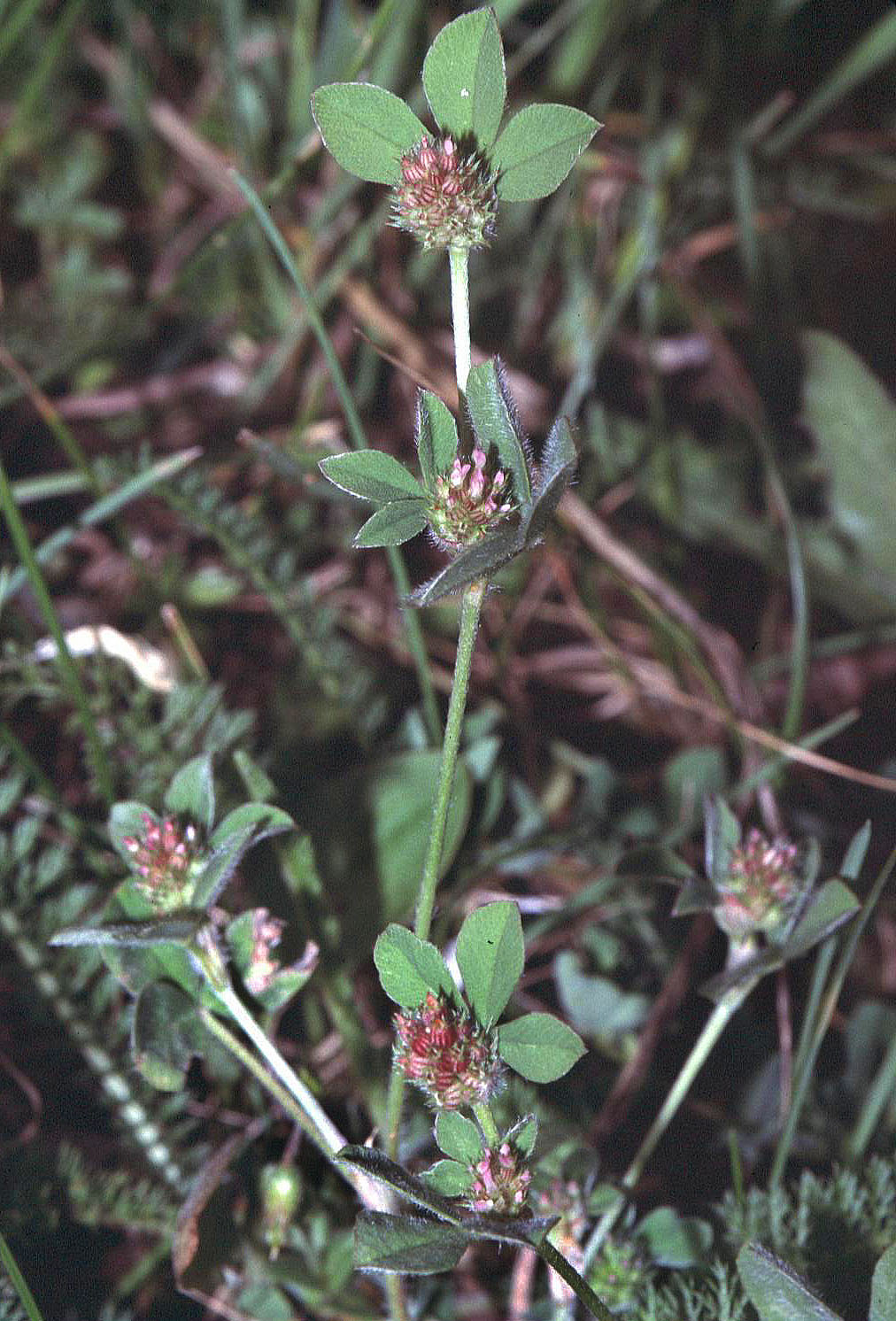
Untersektion Stenosemium: Streifen-Klee (Trifolium striatum)

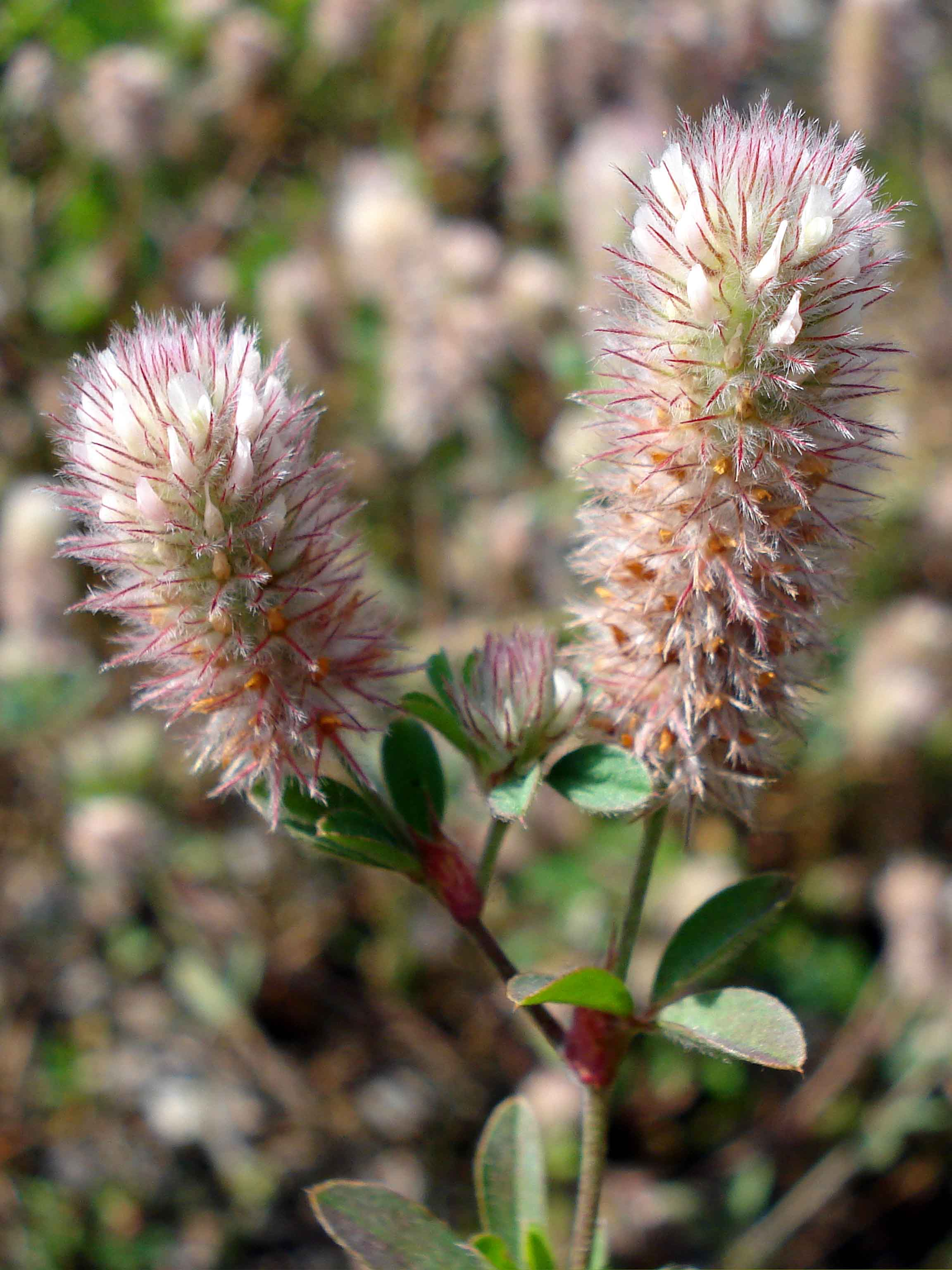
Untersektion Arvensia: Hasen-Klee (Trifolium arvense) – Blütenstände

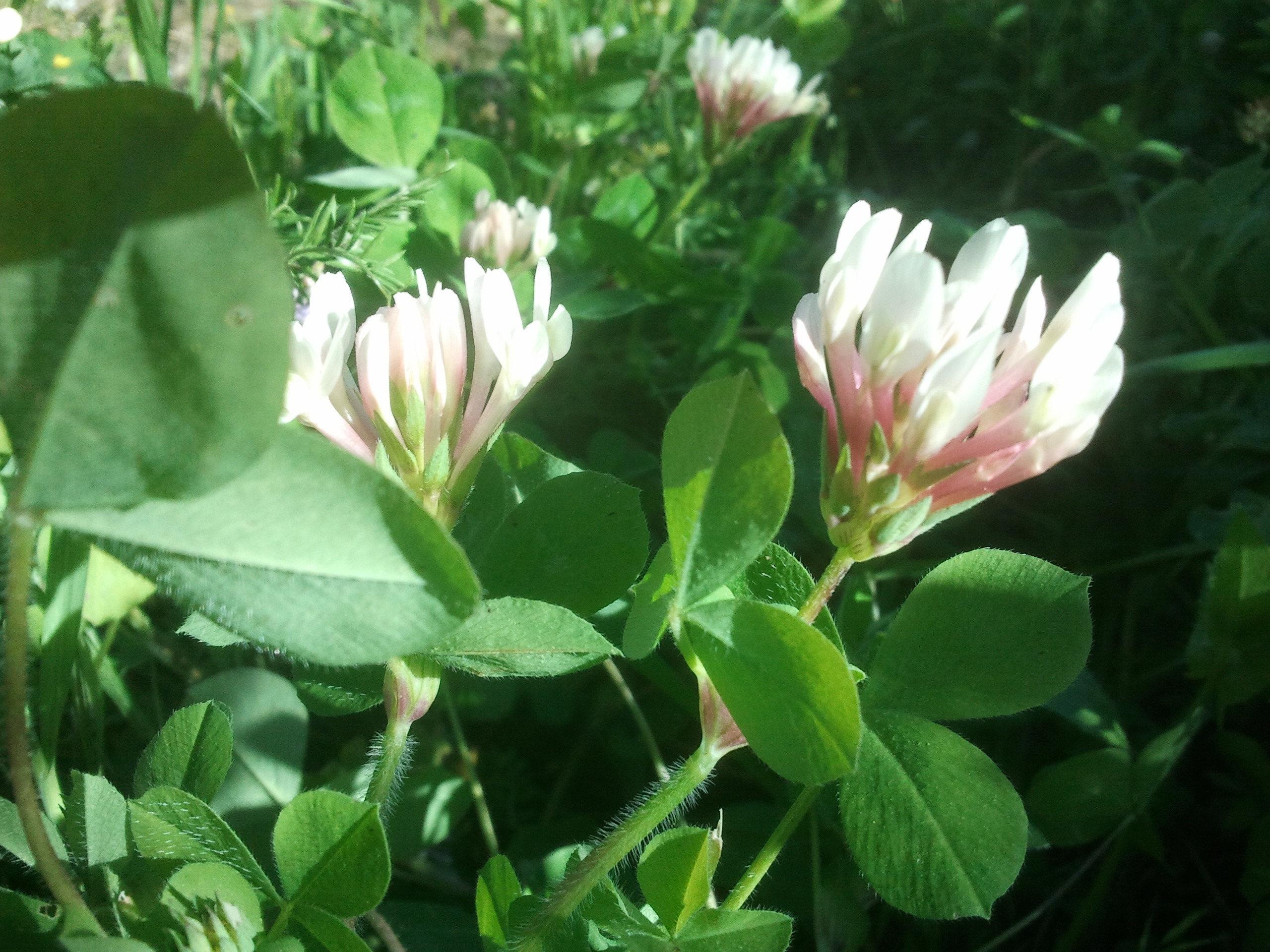
Untersektion Clypeata: Schild-Klee (Trifolium clypeatum)

| - Sektion Trifolium - Untersektion Trifolium - Trifolium andricum Lassen - Ausgebreiteter Klee (Trifolium diffusum Ehrh.) - Trifolium mazanderanicum Rech.f. - Norischer Klee (Trifolium noricum Wulf.) - Bleicher Klee (Trifolium pallidum Waldst. & Kit.) - Wiesen-Klee (Trifolium pratense L.) - Untersektion Intermedia (Gibelli & Belli) Bobrov - Trifolium heldreichianum (Gibelli & Belli) Hausskn. - Mittlerer Klee (Trifolium medium L.) - Trifolium patulum Tausch - Pignants Klee (Trifolium pignantii Fauché & Chaub.) - Trifolium velebiticum Degen - Trifolium wettsteinii Dörfl. & Hayek - Untersektion Ochroleuca Gibelli & Belli - Grau-Klee (Trifolium canescens Willd.) - Trifolium caucasicum Tausch - Trifolium caudatum Boiss. - Trifolium davisii M.Hossain - Trifolium longidentatum Nábělek - Blassgelber Klee (Trifolium ochroleucum Huds.) - Ungarischer Klee (Trifolium pannonicum Jacq.) - Trifolium trichocephalum M.Bieb. - Untersektion Alpestria Gibelli & Belli - Hügel-Klee (Trifolium alpestre L.) - Purpur-Klee (Trifolium rubens L.) - Untersektion Stellata Gibelli & Belli - Inkarnat-Klee (Trifolium incarnatum L.) - Stern-Klee (Trifolium stellatum L.) - Wald-Klee (Trifolium sylvaticum Gérard ex Loisel.) - Untersektion Stenosemium (Čelak.) Aschers. & Graebn. - Streifen-Klee (Trifolium striatum L.) - Untersektion Trichoptera Gibelli et Belli - Trifolium bocconei Savi - Trifolium trichopterum Pančić - Untersektion Scabroidea Gibelli & Belli - Trifolium dalmaticum Vis. - Trifolium lucanicum Gasp. ex Guss. - Rauer Klee (Trifolium scabrum L.) - Untersektion Phleoidea Gibelli & Belli - Trifolium gemellum Pourr. ex Willd. - Ligurischer Klee (Trifolium ligusticum Balb. ex Loisel.) - Lieschgras-Klee (Trifolium phleoides Pourr. ex Willd.) - Untersektion Lappacea Gibelli & Belli - Trifolium barbeyi Gibelli & Belli - Cherlers Klee (Trifolium cherleri L.) - Trifolium congestum Guss. - Trifolium hirtum All. - Kletten-Klee (Trifolium lappaceum L.) - Untersektion Arvensia Gibelli & Belli - Trifolium affine C.Presl. - Hasen-Klee (Trifolium arvense L.) - Stein-Klee (Trifolium saxatile All.) - Trifolium stipulaceum Thunb. - Untersektion Angustifolia Gibelli & Belli - Schmalblättriger Klee (Trifolium angustifolium L.) - Trifolium blancheanum Boiss. - Trifolium dichroanthoides Rech.f. - Trifolium dasyurum C.Presl. - Trifolium dichroanthum Boiss. - Trifolium haussknechtii Boiss. - Trifolium infamia-ponertii Greuter - Trifolium palaestinum Boiss. - Trifolium prophetarum Hossain - Trifolium purpureum Loisel. - Trifolium roussaeanum Boiss. - Untersektion Alexandrina Zohary - Ägyptischer Klee (Trifolium alexandrinum L.) - Trifolium apertum Bobrov - Trifolium berytheum Boiss. & C.I.Blanche - Trifolium meironense Zohary & Lerner - Trifolium salmoneum Mouterde - Trifolium vavilovii Eig - Untersektion Squamosa Zohary - Trifolium cinctum DC. - Schuppen-Klee (Trifolium squamosum L.) - Untersektion Urceolata Zohary - Trifolium constantinopolitanum Ser. - Trifolium daveauanum Thell. - Juliens-Klee (Trifolium juliani Batt.) - Trifolium leucanthum M.Bieb. - Trifolium miegeanum Maire - Trifolium obscurum Savi - Sparriger Klee (Trifolium squarrosum L.) - Untersektion Echinata Zohary - Igel-Klee (Trifolium echinatum M.Bieb.) - Trifolium latinum Sebast. - Untersektion Clypeata Gibelli & Belli - Schild-Klee (Trifolium clypeatum L.) - Trifolium plebeium Boiss. - Trifolium scutatum Boiss. |